# Symplocos weberbaueri
Symplocos weberbaueri là một loài thực vật có hoa trong họ Dung. Loài này được Brand miêu tả khoa học đầu tiên năm 1906.